# Socket AM2+

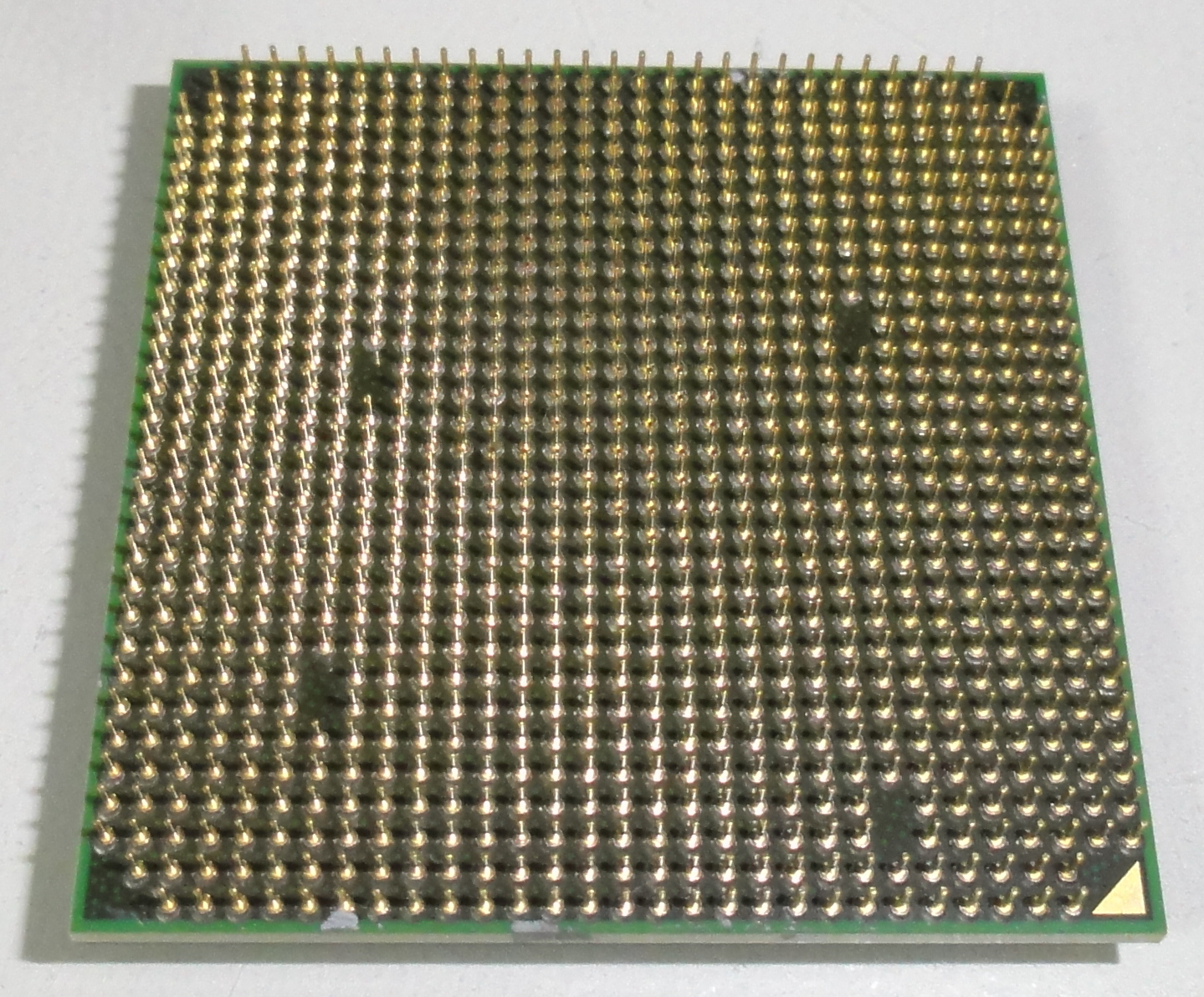
一块Socket AM2+处理器的背面

Socket AM2+是一款AMD處理器的CPU插座，是現時用於多款AMD處理器（如Athlon 64 X2）的Socket AM2的後繼插座。Socket AM2+與Socket AM2完全相容。

## 功能
而Socket AM2+有兩個主要特色是在Socket AM2中沒有的：
- HyperTransport 3.0，可運行於2.6GHz
- 分隔電源層（Split power planes），CPU核心和記憶體控制器（Integrated Memory Controller，IMC）能以不同的電壓和工作頻率獨立運作。這能夠改善節能，尤其在CPU核心進入睡眠模式但IMC仍然在使用時。

另外，Socket AM2+的CPU，內建的記憶體控制器還有Unganged Mode功能，與英特爾的Flex Mode類似，可實現不對稱雙通道，但不同的是對記憶體的相容性會更好一些。

## AM2
AMD確認了用於Socket AM2的處理器能夠用於Socket AM2+主機板，用於Socket AM2+的處理器亦可用於Socket AM2主機板。
由於Socket AM2主機板並不支援HyperTransport 3.0和分隔電源層，AM2+處理器會受到Socket AM2規格的限制（1GHz速度的HyperTransport 2.0、只有一個電源層用於CPU核心和MIC）。同樣地，AM2處理器不會因在AM2+主機板使用，而得到更快的HyperTransport和分隔電源層，主機板會降至相容AM2規格的模式運行。

## AM3
Socket AM3的處理器也能用於Socket AM2+或AM2的底板，但是AM2+或AM2的處理器不可用於AM3主板。AM3處理器的記憶體控制器支援DDR2和DDR3，因此相容於AM2和AM2+主板。而AM2和AM2+處理器則不相容於只支援DDR3的AM3主板。
根據AMD的官方公告，強行把AM2+的處理器放在AM3主機板上使用會導致處理器損壞，因視為人為損壞，不在處理器保固範圍之內。

## 資料來源
1. ↑  . pcpop.com.   [2015-11-17]. （原始内容存档于2015-11-18）.
2. ↑  AMD. . amd.com. AMD.   [2009-04-15]. （原始内容存档于2012-01-21）.